# KrAZ-214
Le  KrAZ-214 est un camion tactique à capot produit en Union soviétique de 1956 à 1967 (fabriqué par KrAZ).

## Caractéristiques
Il  possède un moteur Diesel six cylindres en ligne de 205 chevaux et une transmission manuelle à cinq rapports.
Il existe en configuration 6 × 6 (six roues motrices).